# 古エッダ
古エッダ とは、17世紀に発見された北欧神話について語られた写本。9世紀から13世紀にかけて成立したとされている、古ノルド語で書かれた歌謡集（物語詩群）である。主に北欧神話や北欧の英雄伝説について語っている。一般に「古エッダ」と呼ばれているものは発見された王の写本をその根底としている。
本来「エッダ」とは、スノッリ・ストゥルルソン著である『新エッダ』のことを指していたが、その中で言及されている古い詩の形式や、後に再発見されたそのような形式の詩を指す言葉としても用いられるようになったため、この2つを特に区別するために「古エッダ」と呼ばれるようになった。しかし現在では、王の写本自体はエッダよりも後に編纂されたとされている。
『（新）エッダ』が「散文のエッダ」と呼ばれるのに対して、古エッダは「詩のエッダ」「韻文のエッダ」「歌謡エッダ」と呼ばれることもある。また下記の経緯により「セームンド（セームンドル、サイムンドル）のエッダ」(Sæmundaredda) と呼ばれていたこともある。古エッダという呼称については「時代差を含意させる点で疑問視され、今ではこの呼び名は廃用となった」とする学者もいる。

## 王の写本

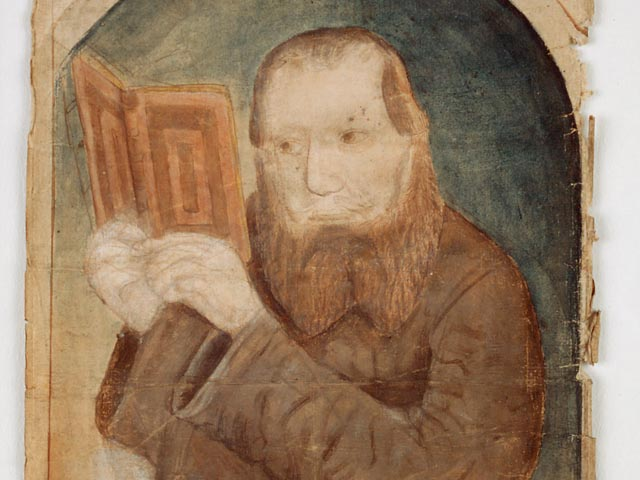
王の写本の発見者ブリュニョールヴル・スヴェインスソン。

現存する最古の古エッダの写本は、1643年にアイスランドのスカールホルトで司教ブリュニョールヴル・スヴェインスソン (Brynjólfur Sveinsson) によって発見されたものである。この写本は1662年に彼により時のデンマーク王に贈られ、コペンハーゲンのデンマーク王立図書館 (Danish Royal Library) に所蔵されたため、「王の写本」と呼ばれている。写本は1971年にアイスランドへ返還された。この写本の返却は、「国のアイデンティティにかかわるものとして熱狂的に受け入れられ」た。
この王の写本には、スノッリの『エッダ』に引用という形で残されていた詩や、北欧神話を物語る詩が数多く含まれており、スノッリが自身の『エッダ』を著す際にその元とした本であろうと考えられ、「古エッダ」と呼ばれるようになった。しかし現在では、実際に成立したのは『エッダ』より遅く、1270年ごろに編纂されたものではないかと考えられている。
古エッダは、ブリュニョールヴルがこれを12世紀の僧セームンドル・シグフースソン (Sæmundr fróði) （博識なセームンドル）の作だと考えていたことに倣い、また「スノッリのエッダ」に対応して、「セームンドルのエッダ」と呼ばれていたこともあった。しかし、このセームンドルが「古エッダ」の作者であるという説は、現在では否定されている。
スウェーデンの学者グスタヴ・リンドブラド (Gustav Lindblad) は、この王の写本収録のエッダ詩が実は注意深く配列されているものであることを指摘し、また各詩の導入部に置かれている散文は王の写本の編者が詩の内容に注意を払っていたことを示唆し、収録されている詩群は1200年ごろから集められ始められたのではないかという仮説を唱えた。

## エッダ詩
古エッダに収録されているような形式の詩をエッダ詩（古ノルド語：Eddukvæði）という。エッダ詩では通常古譚律（fornyrðislag フォルニュルジスラグ、古韻律、語り韻律）と歌謡律（ljóðaháttr リョーザハーットル、唱え韻律）が用いられ、また稀に談話律（málaháttr マーラハーットル）が用いられる。古韻律では詩は8行（2つの短行が4組）からなり、各組の2短行はそれぞれ頭韻で結ばれる。また各行は4か5の音節を持ち、そのうち2音節に強勢が置かれる。歌謡律では詩は6行（古韻律の2組目と4組目がそれぞれ1つの短行に変わる）からなり、同じく頭韻が置かれる。
ケニングも用いられるが、通常スカルド詩ほど多くは用いられず、また複雑でもない。スカルド詩とは対照的に、エッダ詩はほとんどが作者不詳のものである。単に古代北欧の詩のうちスカルド詩ではないものを総称してエッダ詩と呼んでいることもある。

## 小エッダ
AM 748 I 4to やフラート島本など、王の写本以外の写本にのみ残されていたエッダ詩（『バルドルの夢』『リーグルの歌』など）を、編者によっては古エッダの刊本に含めることがある。これらのエッダ詩は「小エッダ」（Edda Minora エッダ・ミノラ）と呼ばれている。同様に、『ヘルヴォルとヘイズレク王のサガ』『勇士殺しのアースムンドのサガ』などのサガ中に挿入・引用されているエッダ風の詩（『フロズルの歌（フン戦争の歌）』『ヒルディブランドルの挽歌』など）もまた、古エッダの刊本に含まれることがあり、その代表例がアンドレアス・ホイスラー、ヴィルヘルム・ラーニシュ (wikidata) 編『小エッダ』（Eddica minora, 1903年）である。ヤン・デ・フリース（1934年）などのように、これらを「後世の模倣」として退ける立場もある。

## 古エッダの一覧
エッダ詩は主に神話詩 (Goðakvæði) と英雄詩 (Hetjukvæði) に分別され、さらに王の写本収録の英雄詩はヘルギに関するものとニヴルング（ニーベルンゲン伝説）に関するものに分けられることもある。

### 神話詩
- 『巫女の予言[題 1][題 2][題 3]』(Vǫluspá, Vǫlspá, Vǫlospá, Völuspá) - 『ヴォルスパー』『ヴェルスパー』とも。
- 『高き者の言葉[題 2]』(Hávamál) - 『オーディンの箴言[題 1]』『オーディンの訓言[題 3]』『ハーヴァマール』とも。
- 『ヴァフスルーズニルの言葉[題 2]』(Vafþrúðnismál) - 『ヴァフズルーズニルの歌[題 1]』とも。
- 『グリームニルの言葉[題 2]』(Grímnismál) - 『グリームニルの歌[題 1]』とも。
- 『スキールニルの言葉[題 2]』(Skírnismál) - 『スキールニルの歌[題 3]』『スキールニルの旅[題 1]』とも。
- 『ハールバルズルの歌[題 2]』(Hárbarðsljóð) - 『ハールバルズの歌[題 1]』とも。
- 『ヒュミルの歌[題 1][題 2]』(Hymiskviða)
- 『ロキの口論[題 1][題 2][題 3]』(Lokasenna) - 『ロカセナ』とも。
- 『スリュムルの歌[題 2]』(Þrymskviða) - 『スリュムの歌[題 1]』『トリュムの歌[題 3]』とも。
- 『ヴォルンドルの歌[題 2]』(Vǫlundarkviða) - 『ヴェルンドの歌[題 1][題 3]』とも。
- 『アルヴィースの言葉[題 2]』(Alvíssmál) - 『アルヴィースの歌[題 1]』とも。

### 英雄詩

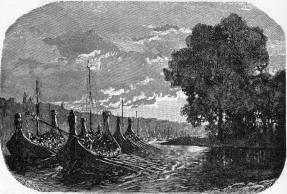
ヘルギの艦隊。Fredrik Sander 版『詩のエッダ』より。

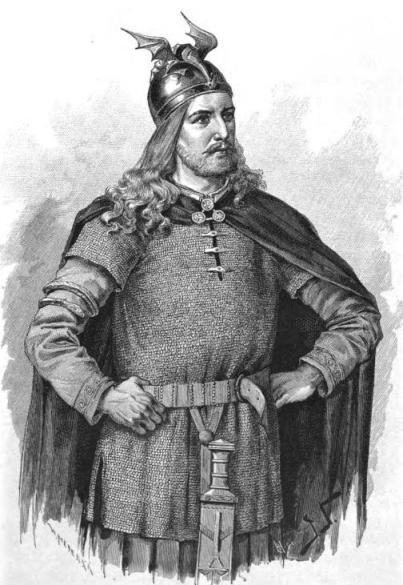
シグルズル。Fredrik Sander 版『詩のエッダ』より。

- 『フンディングル殺しのヘルギの歌 その一[題 2]』(Helgakviða Hundingsbana I) - 『フンディング殺しのヘルギの歌 I[題 1]』とも。
- 『ヒョルヴァルズルの息子ヘルギの歌[題 2]』(Helgakviða Hjǫrvarðssonar) - 『ヒョルヴァルズの子ヘルギの歌[題 1]』とも。
- 『フンディングル殺しのヘルギの歌 その二[題 2]』(Helgakviða Hundingsbana II) - 『フンディング殺しのヘルギの歌 II[題 1]』とも。
- 『シンフィヨトリの死について』(Frá dauða Sinfjǫtla) - 『シンフィエトリの死について[題 1]』『シンフィエトリの歌[7]』とも。
- 『グリーピルの予言[題 1][題 2]』(Grípisspá)
- 『レギンの言葉[題 2]』(Reginsmál) - 『レギンの歌[題 1][題 3]』とも。
- 『ファーヴニルの言葉[題 2]』(Fáfnismál) - 『ファーヴニルの歌[題 1][題 3]』とも。
- 『シグルドリーヴァの言葉[題 2]』(Sigrdrífumál) - 『シグルドリーヴァの歌[題 1]』とも。
- 『シグルズルの歌断片[題 2]』(Brot af Sigurðarkviðu) - 『シグルズの歌 断片[題 1]』とも。
- 『グズルーンの歌 その一[題 2]』(Guðrúnarkviða I) - 『グズルーンの歌 I[題 1]』とも。
- 『シグルズルの短詩[題 2]』(Sigurðarkviða in skamma) - 『シグルズの短い歌[題 1]』『シグルドの短い歌[題 3]』とも。
- 『ブリュンヒルドルの冥府騎行[題 2]』(Helreið Brynhildar) - 『ブリュンヒルドの冥府への旅[題 1][題 3]』とも。
- 『ニヴルング族の殺戮[題 1][題 2]』(Dráp Niflunga)
- 『グズルーンの歌 その二[題 2]』(Guðrúnarkviða II) - 『グズルーンの歌 II[題 1]』『グズルーンの古き歌 その二[題 2]』とも。
- 『グズルーンの歌 その三[題 2]』(Guðrúnarkviða III) - 『グズルーンの歌 III[題 1]』とも。
- 『オッドルーンの嘆き[題 2]』(Oddrúnargrátr) - 『オッドルーンの歎き[題 1]』とも。
- 『アトリの歌[題 2][題 3]』(Atlakviða) - 『グリーンランドのアトリの歌[題 1]』とも。
- 『アトリの言葉[題 2]』(Atlamál) - 『グリーンランドのアトリの詩[題 1]』『グリーンランドのアトリの歌[題 2]』とも。
- 『グズルーンの煽動[題 2]』(Guðrúnarhvöt) - 『グズルーンの扇動[題 1]』とも。
- 『ハムジルの言葉[題 2]』(Hamðismál) - 『ハムジルの歌[題 1]』『ハムディルの歌[題 3]』とも。

### 小エッダ

#### 神話詩

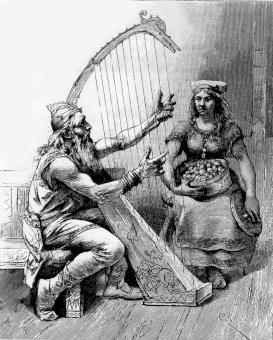
リーグルと名乗って人間界を訪れるヘイムダッル。Fredrik Sander 版『詩のエッダ』より。

神話詩とされるエッダ詩のうち、一般に受け入れられているのは次の5篇である。
- 『バルドルの夢[題 1][題 2][題 4]』(Baldrs draumar)
『ヴェグタムの歌』『ヴェグタムルの歌[題 2]』(Vegtamskviða) とも。AM 748 I 4toの中にのみ残されていた。
- 『リーグルの歌[題 2][題 4]』(Rígsþula)
『リーグの歌[題 1][題 3]』『リーグルの詩[題 2]』『リーグルの唄[題 4]』とも。ウォルム写本 (Codex Wormianus) の中にのみ残されていた。
- 『ヒュンドラの歌[題 1][題 4]』(Hyndluljóð)
『ヒュンドラの唄[題 2]』『ヒュンドラの詩[題 4]』とも。フラート島本の中にのみ残されていた。
  - 『巫女の予言短篇』(Vǫlspá in skamma)
『短い巫女の予言[題 2]』とも。『ヒュンドラの唄』の第29聯から第44聯にあたる部分。
- 『グロッティの歌[題 1][題 2][題 4]』(Gróttasǫngr) - 『グロッティの詩[題 4]』とも。『スノッリのエッダ』の写本に残されていた。
- 『スヴィプダグルの言葉[題 2]』(Svipdagsmál) - ソーフス・ブッゲが以下の2つの詩を繋げたもの。
  - 『グローアの呪文歌[題 2]』(Grógaldr) - 17世紀の写本より。
  - 『フョルスヴィーズルの言葉[題 2]』(Fjǫlsvinnsmál) - 17世紀の写本より。

他には以下のような神話的エッダ詩がある。
- 『オージンのワタリガラスの呪文歌』(Hrafnagaldr Óðins)
『オーディンの鴉の歌』『前兆の詩』『前兆の歌』(Forspjallsljóð) とも。後代の紙写本に残されていた詩。
- 『太陽の歌[題 5]』(Sólarljóð, The Sun Song[題 6]) - セームンドの手によると考えられている写本に残されていた詩。

#### 英雄詩
英雄詩の方では、一般に次の2篇の詩が受け入れられている。
- 『フロズルの歌[題 2][題 4]』(Hlǫðskviða)
『フレズの歌[題 1]』『フン戦争の歌[題 1]』『ゴート族とフン族の戦い[題 4]』（The Battle of the Huns[題 6], Das Lied von der Hunnenschlacht[題 7]）『フロズルとアンガンティールの歌』(The Lay of Hloth and Angantýr[題 6]) とも。『ヘルヴォルとヘイズレク王のサガ』より。
- 『ヒルディブランドルの挽歌』(Hildibrand's Death Song[題 6], Hildibrands Sterbelied[題 7])
『ヒルデブランドの挽歌[題 1]』『ヒルデブランドルの死の歌[題 2]』とも。『勇士殺しのアースムンドのサガ』より。

他には、「古き時代のサガ」(fornaldarssögur) などから以下のような英雄詩的詩作品が取り出されている。一般にはスカルド詩に分類されている詩もある。
- 『槍の歌』(Darraðarljóð)
『ダッラズルの歌謡[題 2]』『ヴァルキュリャの歌謡』(Valkyrjuljóð, The Song of the Valkyries[題 6], Das Valkyrjenlied[題 7]) 『ドルズの歌』とも。『ニャールのサガ (Njals saga) 』より。
- 『ゲストゥムブリンディの謎詩[題 2][題 4]』(Gátur Gestumblinda)
『ヘイズレクの謎詩』(Heiðreksgátur, The Riddles of King Heithrek[題 6], Heiðreks Gátur[題 7]) とも。『ヘルヴォルとヘイズレク王のサガ』より。
- 『ヘルヴォルの歌謡[題 2][題 4]』(Hervararljóð, The Lay of Hervor[題 6], Das Hervǫrlied[題 7])
『アンガンチュールの目覚め』(The Waking of Angantýr) とも。『ヘルヴォルとヘイズレク王のサガ』より。
- 『ビャルキの言葉[題 2]』(Bjarkamál, Die Biarkamál[題 7])
『ビャルキの古い言葉』(The Old Lay of Biarki[題 6]) とも。『デンマーク人の事績』より。
- 『インステインの歌謡』(The Lay of Innstein[題 6], Das Innsteinslied[題 7]) - 『ハールヴルとハールヴスレッキのサガ (Halfs saga) 』より。
- 『ヴィーカルの妨げ』(Víkarsbálkr[題 7]) - 『ヴィーカルの歌』(The Lay of Víkar[題 6]) とも。『ガウトレクのサガ (Gautreks saga) 』より。
- 『フロークの歌謡』(Das Hrókslied[題 7]) - 『ハールヴルとハールヴスレッキのサガ』より。
- 『ヒャールマルの挽歌』(Hiálmar's Death Song[題 6], Hiálmars Sterbelied[題 7])
『ヒャールマルの歌』(Hjálmarskviða) とも。『弓の名手オッドルのサガ (Orvar-Odd's saga) 』および『ヘルヴォルとヘイズレク王のサガ』より。
- 『弓の名手オッドルの挽歌』(Ǫrvar-Odds Sterbelied[題 7]) - 『弓の名手オッドルのサガ』より。
- 『弓の名手オッドルの我慢競べ』(Ǫrvar-Odds Männervergleich[題 7]) - 『弓の名手オッドルのサガ』より。
- 『ウートステインの戦詩』(Útsteins Kampfstrophen[題 7]) - 『ハールヴルとハールヴスレッキのサガ』より。
- 『弓の名手オッドルはビャルキの国で』(Ǫrvar-Oddr in Biálkaland[題 7]) - 『弓の名手オッドルのサガ』より。
- 『ケティッルとグリームルの言い争い』(Scheltgespräche Ketils unt Gríms[題 7])
『雄鮭のケティッルのサガ (Ketils saga hoengs) 』および『エギルとアースムンドルのサガ (Egils saga einhenda ok Asmundar berserkjabana) 』より。
- 『アースムンドルの婚礼』(Ásmundr auf der Hochzeit[題 7]) - 『勇士殺しのアースムンドのサガ』より。
- 『ヘルヴォルとヤルルのビャルトマル』(Hervǫr bei Jarl Biartmarr[題 7]) - 『ヘルヴォルとヘイズレク王のサガ』より。
- 『王の一覧』(Königskatalog[題 7]) - 『ヘルヴォルとヘイズレク王のサガ』より。
- 『アルングリームルの息子たち』(Die Arndrímssöhne[題 7]) - 『弓の名手オッドルのサガ』より。
- 『吝嗇家の詩句』(Geizhalsstrophen[題 7]) - 『ガウトレクのサガ』より。
- 『ヴォルシの詩句』(Vǫlsistrophen[題 7]) - 『ヴォルシの話』より。
- 『ブスラの願』(The Curse of Busla[題 6], Buslubœn[題 7]) - 『ボーシのサガ (Bosa saga) 』より。
- 『トリュッグの言葉』(Die Tryggðamál[題 7])
『トリュッグの誓言』(The Oath of Truce[題 6]) とも。『グラーガース (Gragas) 』『グレティルのサガ (Grettis saga) 』および『荒野の殺害のサガ (Heidarvigasaga) 』より。
- 『インギャルドの言葉』(The Lay of Ingiald[題 6])
- 『大鴉の言葉』(Hrafnsmál)
『ワタリガラスの歌』『ハラルドルの歌』『ハラルドの詩』『ハラルド讃歌』（Haraldskvæði, The Lay of Harold[題 6]）とも。一般にはスカルド詩に分類される。
- 『エイリークルの言葉』(Eiríksmál, The Lay of Eric[題 6]) - 一般にはスカルド詩に分類される。
- 『ハーコンの言葉』(Hákonarmál, The Lay of Hákon[題 6]) - 一般にはスカルド詩に分類される。
- 『巫女の韻[題 4]』 - 『小枝のフロールヴルのサガ (Hrolf saga kraka) 』に登場する[5]。

## 刊本
以下に出版された年代順に並べる。

### 日本語訳
- 松谷健二訳『エッダ グレティルのサガ』世界文学大系66（中世文学集 2）、1966年、筑摩書房
- 同上 『エッダ グレティルのサガ』筑摩文庫〈中世文学集 3〉、1986年、ISBN 4-480-02077-2
『巫女の予言』『トリュムの歌』『スキールニルの歌』『ロキの口論』『リーグの歌』『オーディンの訓言』『ヴェルンドの歌』『フンディング殺しのヘルギの歌[注 2]』『レギンの歌』『ファーヴニルの歌』『シグルドの短い歌』『ブリュンヒルドの冥府への旅』『アトリの歌』『ハムディルの歌』、五分の二ほど収録の抄訳。底本は、主としてR.C.ブール（Richard Constant Boer（英語版））編を中心にG.ネッケル（Gustav Karl Paul Christoph Neckel（英語版））、F.ヨーンソン（Finnur Jónsson）のものを参照。
- G・ネッケル、H・クーン他編『エッダ 古代北欧歌謡集』谷口幸男訳、新潮社、1973年、ISBN 4-10-313701-0
王の写本収録の全31篇および『バルドルの夢』『リーグの歌』『ヒュンドラの歌』『グロッティの歌』『フン戦争の歌 またはフレズの歌』『ヒルデブランドの挽歌』

### 原文
- Sagnanet: Eddic poetry（エッダ詩文を、写本や古い史料からスキャンした画像データとして公開）
- Munch, P.A. (Ed.). (1847). Den ældre Edda: Samling af norrøne oldkvad. Christiania [Oslo]: P.T. Malling. Google Books
- Bugge, Sophus (Ed.). (1867). Sæmundar Edda. Christiania: P. T. Malling. 電子テキスト
- Wimmer, E. A. & Finnur Jónsson (Eds.) (1891). Håndskriftet Nr 2365 4to gl. kgl. samling på det store Kgl. bibliothek i København (Codex regius af den ældre Edda) i fototypisk og diplomatisk gengievelse. (4 vols.) Copenhagen: Samfund til udgivelse at gammel nordisk litteratur.
- Heusler, Andreas & Ranisch, Wilhelm (Eds.) (1903). Eddica Minora. Dortmund. Internet Archive (other ver.) Reprinted 2009 as Eddica Minora: Dichtungen Eddischer Art Aus Den Fornaldarsoegur Und Anderen Prosawerken. BiblioLife, ISBN 1110999275
小エッダが中心。『フン戦争の歌』『ヘルヴォルの歌謡』『ビャルキの言葉』『インステインの歌謡』『ヴィーカルの妨げ』『フロークの歌謡』『ヒャールマルの挽歌』『ヒルディブランドルの挽歌』『弓の名手オッドルの挽歌』『ヴァルキュリャの歌謡』『弓の名手オッドルの我慢競べ』『ウートステインの戦詩』『弓の名手オッドルはビャルキの国で』『ケティッルとグリームルの言い争い』『アースムンドルの婚礼』『ヘルヴォルとヤルルのビャルトマル』『王の一覧』『アルングリームルの息子たち』『ヘイズレクの謎詩』『吝嗇家の詩句』『ヴォルシの詩句』『ブスラの願』『トリュッグの言葉』
- Boer, R. C. (Ed.). (1922). Die Edda mit historisch-kritischem Commentar I: Einleitung und Text. (2 vols.) Haarlem: Willink & Zoon. （原文およびドイツ語訳）
- Finnur Jónsson (Ed.). (1932). De gamle Eddadigte. Copenhagen: Gads. 電子テキスト(PDF)
- Jón Helgason (Ed.). (1955). Eddadigte (3 vols.). Copenhagen: Munksgaard. （王の写本収録の詩のうち『シグルドリーヴァの言葉』までを収録）
- Neckel, Gustav (Ed.). (1983). Edda: Die Lieder des Codex Regius nebst verwandten Denkmälern I: Text. (Rev. Hans Kuhn, 5th edition). Heidelberg: Winter. Titus: Text Collection: Edda.

### 原文・英語対訳
- Gudbrand Vigfússon & Powell, F. York (Ed. & trans.) (1883). Corpus Poeticum Boreale: The Poetry of the Old Northern Tongue. (2 vols.) Oxford: Oxford University Press. Reprinted 1965, New York: Russell & Russell. Reprinted 1965, Oxford: Clarendon.  Translations from Volume 1 issued in Lawrence S. Thompson (Ed.). (1974). Norse mythology: the Elder Edda in prose translation.. Hamden, CN: Archon Books. ISBN 0-208-01394-6
- Bray, Olive. (Ed. & trans.) (1908). The Elder or Poetic Edda: Commonly known as Saemund's Edda, Part 1, The Mythological Poems. Viking Club Translation Series vol. 2. London: Printed for the Viking Club. Reprinted 1982 New York: AMS Press. ISBN 0-404-60012-3
- Dronke, Ursula (Ed. & trans.) (1969). The Poetic Edda, vol. I, Heroic Poems. Oxford: Clarendon. ISBN 0-19-811497-4
『アトリの歌』『グリーンランドのアトリの言葉』『グズルーンの煽動』『ハムジルの言葉』。訳と詳細な解説
- Dronke, Ursula (Ed. & trans.) (1997). The Poetic Edda, vol. II, Mythological Poems. Oxford: Clarendon. ISBN 0-19-811181-9
『巫女の予言』『リーグルの歌』『ヴォルンドルの歌』『ロキの口論』『スキールニルの言葉』『バルドルの夢』。訳と詳細な解説

### 英語訳
- Cottle, A. S. (Trans.). (1797). Icelandic Poetry or the Edda of Saemund. Bristol: N. Biggs. （『古エッダ』の十分な量を英語に翻訳した書籍の中で最古とされる）
- Thorpe, Benjamin. (Trans.). (1866). Edda Sæmundar Hinns Froða: The Edda Of Sæmund The Learned. (2 vols.) London: Trübner & Co. 1866.
電子テキスト Northvegr: Lore: Poetic Edda - Thorpe Trans. transcribed by Ari Odhinnsen; Reprinted 1906 as "The Elder Eddas of Saemund" in Rasmus B. Anderson & J. W. Buel (Eds.) The Elder Eddas of Saemund Sigfusson. Tr. from the original Old Norse text into English by Benjamin Thorpe, and The Younger Eddas of Snorre Sturleson Tr. from the original Old Norse text into English by I. A. Blackwell (pp. 1–255). Norrœna, the history and romance of northern Europe. London, Stockholm, Copenhagen, Berlin, New York: Norrœna Society. University of Georgia Libraries: Facsimile Books and Periodicals: The Elder Eddas and the Younger Eddas(DjVu).
- Bellows, Henry Adams. (Trans.). (1923). The Poetic Edda: Translated from the Icelandic with an Introduction and Notes. New York: American-Scandinavian Foundation. Reprinted Lewiston, NY: Edwin Mellon Press. ISBN 0-88946-783-8.
  - 電子テキスト Sacred Texts: Sagas and Legends: The Poetic Edda
  - 電子テキスト Northvegr: Lore: Poetic Edda - Bellows Trans. transcribed with new annotations by Ari Odhinnsen
- Hollander, Lee M. (Trans.). (1936). Old Norse Poems: The most important non-skaldic verse not included in the Poetic Edda. New York: Columbia University Press. 電子テキスト Google books
小エッダが中心。『ビャルキの古い言葉』『インギャルドの言葉』『ヴィーカルの歌』『ヒャールマルの挽歌』『ヘルヴォルの歌謡』『フロズルの歌』『インステインの歌謡』『ヒルディブランドルの挽歌』『ハラルドルの言葉』『エイリークルの言葉』『ハーコンの言葉』『ヴァルキュリャの歌謡』『ブスラの願』『トリュッグの誓言』『ヘイズレクの謎詩』『太陽の歌』）
- Hollander, Lee M. (Trans.) (1962). The Poetic Edda: Translated with an Introduction and Explanatory Notes. (2nd ed., rev.). Austin, TX: University of Texas Press. ISBN 0-292-76499-5.
- Auden, W. H. & Taylor, Paul B. (Trans.). (1969). The Elder Edda: A Selection. London: Faber. ISBN 0-571-09066-4. Issued in 1970, New York: Random House. ISBN 0-394-70601-3. Also issued 1975, Bridgeport, CN: Associated Booksellers. ISBN 0-571-10319-7
- Terry, Patricia. (Trans.) (1969). Poems of the Vikings: The Elder Edda. Indianapolis, IN: Bobbs-Merrill. ISBN 0-672-60332-2
- Auden, W. H. & Taylor, Paul B. (Trans.). (1981). Norse Poems. London: Athlone. ISBN 0-485-11226-4. Also issued 1983, London: Faber ISBN 0-571-13028-3. (Revised and expanded edition of Auden and Taylor's The Elder Edda: A Selection of 1969, listed below.)
- Terry, Patricia. (Trans.) (1990). Poems of the Elder Edda. Philadelphia: University of Pennsylvania Press. ISBN 0-8122-8235-3 hardcover, ISBN 0-8122-8220-5 paperback. (A revision of Terry's Poems of the Vikings of 1969, listed below.)
- Larrington, Carolyne. (Trans.). (1996). The Poetic Edda. Oxford World's Classics. Oxford: Oxford University Press. ISBN 0-19-282383-3